# Microparasellus puteanus
Microparasellus puteanus là một loài chân đều trong họ Microparasellidae. Loài này được Karaman miêu tả khoa học năm 1933.